# Colcapirhua
Colcapirhua é uma cidade da Bolívia localizada na província de Quillacollo, departamento de Cochabamba.